# Club Ciudad de Bolívar 2016-2017
Questa voce raccoglie le informazioni riguardanti il Club Ciudad de Bolívar nelle competizioni ufficiali della stagione 2016-2017.

## Organigramma societario
Area direttiva
- Presidente: Facundo Rizzone

Area tecnica
- Allenatore: Javier Weber
- Allenatore in seconda: Rodrigo Martínez Granados, Sebastián García
- Scoutman: Genaro López

Area sanitaria
- Medico: Gabriel Solari
- Preparatore atletico: René Luna
- Kinesiologo: Juan Luis Cheulani, Jorge Crespo

## Rosa
| N° | Nome                  | Ruolo | Data di nascita  | Nazionalità sportiva |
| -- | --------------------- | ----- | ---------------- | -------------------- |
| 1  | Federico Arce         | S     | 14 gennaio 1998  | Argentina            |
| 2  | Maximiliano Gauna     | C     | 29 aprile 1989   | Argentina            |
| 3  | Leonardo Patti        | S     | 6 luglio 1978    | Argentina            |
| 4  | Lucas Ocampo          | S     | 20 marzo 1986    | Argentina            |
| 5  | Nahuel Codesal        | S     | 6 dicembre 2000  | Argentina            |
| 6  | Thomas Edgar          | S/O   | 21 giugno 1989   | Australia            |
| 7  | Maximiliano Chirivino | P     | 12 novembre 1989 | Argentina            |
| 8  | Axel Jacobsen         | P     | 10 luglio 1984   | Danimarca            |
| 9  | Federico Franetovich  | C     | 13 ottobre 1991  | Argentina            |
| 10 | Nicolás Giraudo       | C     | 3 agosto 1994    | Argentina            |
| 11 | Pablo Kukartsev       | S/O   | 25 marzo 1993    | Argentina            |
| 12 | Francesco Castellani  | S     | 27 maggio 2000   | Argentina            |
| 13 | Jonás González        | S     | 28 novembre 1998 | Argentina            |
| 14 | Pablo Crer            | C     | 12 giugno 1989   | Argentina            |
| 15 | Todor Aleksiev        | S     | 21 aprile 1983   | Bulgaria             |
| 16 | Alexis González       | L     | 21 luglio 1981   | Argentina            |
| 17 | Diego Stepanenko      | C     | 25 febbraio 1985 | Argentina            |
| 18 | Brian Saraceno        | S     | 15 marzo 1995    | Argentina            |
| 18 | Demián González       | P     | 21 febbraio 1983 | Argentina            |
| 19 | Franco Miseratino     | P     | 29 gennaio 1993  | Argentina            |
| 20 | Silmar de Almeida     | S     | 6 ottobre 1986   | Brasile              |

## Statistiche

### Statistiche di squadra
| Competizione               | Punti | In casa | In casa | In casa | In trasferta | In trasferta | In trasferta | Totale | Totale | Totale |
| Competizione               | Punti | G       | V       | P       | G            | V            | P            | G      | V      | P      |
| -------------------------- | ----- | ------- | ------- | ------- | ------------ | ------------ | ------------ | ------ | ------ | ------ |
| Liga Argentina de Voleibol | 48    | 17      | 14      | 3       | 15           | 11           | 4            | 32     | 25     | 7      |
| Coppa Máster               | -     | -       | -       | -       | -            | -            | -            | 2      | 1      | 1      |
| Coppa ACLAV                | 7     | 3       | 2       | 1       | 2            | 0            | 2            | 5      | 2      | 3      |
| Torneo Pre Sudamericano    | -     | 2       | 2       | 0       | 0            | 0            | 0            | 2      | 2      | 0      |
| Campionato sudamericano    | 9     | -       | -       | -       | -            | -            | -            | 5      | 4      | 1      |
| Totale                     | -     | 22      | 18      | 4       | 17           | 11           | 6            | 46     | 34     | 12     |

G = partite giocate; V = partite vinte; P = partite perse

### Statistiche dei giocatori
| Giocatore      | Liga Argentina de Voleibol | Liga Argentina de Voleibol | Liga Argentina de Voleibol | Liga Argentina de Voleibol | Liga Argentina de Voleibol | Coppa Máster | Coppa Máster | Coppa Máster | Coppa Máster | Coppa Máster | Coppa ACLAV | Coppa ACLAV | Coppa ACLAV | Coppa ACLAV | Coppa ACLAV | Torneo Pre Sudamericano | Torneo Pre Sudamericano | Torneo Pre Sudamericano | Torneo Pre Sudamericano | Torneo Pre Sudamericano |
| Giocatore      | P                          | PT                         | AV                         | MV                         | BV                         | P            | PT           | AV           | MV           | BV           | P           | PT          | AV          | MV          | BV          | P                       | PT                      | AV                      | MV                      | BV                      |
| -------------- | -------------------------- | -------------------------- | -------------------------- | -------------------------- | -------------------------- | ------------ | ------------ | ------------ | ------------ | ------------ | ----------- | ----------- | ----------- | ----------- | ----------- | ----------------------- | ----------------------- | ----------------------- | ----------------------- | ----------------------- |
| T. Aleksiev    | 32                         | 264                        | 231                        | 25                         | 8                          | 2            | 24           | 23           | 0            | 1            | 5           | 50          | 44          | 5           | 1           | 2                       | 26                      | 24                      | 1                       | 1                       |
| F. Arce        | -                          | -                          | -                          | -                          | -                          | -            | -            | -            | -            | -            | -           | -           | -           | -           | -           | -                       | -                       | -                       | -                       | -                       |
| F. Castellani  | -                          | -                          | -                          | -                          | -                          | -            | -            | -            | -            | -            | -           | -           | -           | -           | -           | -                       | -                       | -                       | -                       | -                       |
| M. Chirivino   | 32                         | 12                         | 2                          | 5                          | 5                          | 2            | 3            | 0            | 3            | 0            | 5           | 3           | 0           | 2           | 1           | 2                       | 0                       | 0                       | 0                       | 0                       |
| N. Codesal     | 25                         | 0                          | 0                          | 0                          | 0                          | 1            | 0            | 0            | 0            | 0            | 0           | 0           | 0           | 0           | 0           | 1                       | 0                       | 0                       | 0                       | 0                       |
| P. Crer        | 32                         | 299                        | 201                        | 86                         | 12                         | 2            | 10           | 7            | 3            | 0            | 5           | 52          | 41          | 9           | 2           | 2                       | 17                      | 12                      | 5                       | 0                       |
| S. de Almeida  | 32                         | 271                        | 234                        | 29                         | 8                          | 2            | 9            | 9            | 0            | 0            | 5           | 50          | 44          | 3           | 3           | 2                       | 24                      | 20                      | 2                       | 2                       |
| T. Edgar       | 32                         | 552                        | 471                        | 58                         | 23                         | 2            | 44           | 38           | 4            | 2            | 5           | 90          | 77          | 12          | 1           | 2                       | 40                      | 31                      | 5                       | 4                       |
| F. Franetovich | 32                         | 41                         | 22                         | 14                         | 5                          | 2            | 3            | 3            | 0            | 0            | 5           | 9           | 7           | 1           | 1           | 2                       | 0                       | 0                       | 0                       | 0                       |
| M. Gauna       | 31                         | 197                        | 133                        | 50                         | 14                         | 2            | 13           | 12           | 0            | 1            | 5           | 36          | 25          | 7           | 4           | 2                       | 13                      | 10                      | 2                       | 1                       |
| N. Giraudo     | 24                         | 8                          | 4                          | 4                          | 0                          | 0            | 0            | 0            | 0            | 0            | 3           | 1           | 1           | 0           | 0           | 0                       | 0                       | 0                       | 0                       | 0                       |
| A. González    | 32                         | 0                          | 0                          | 0                          | 0                          | 2            | 0            | 0            | 0            | 0            | 5           | 0           | 0           | 0           | 0           | 2                       | 0                       | 0                       | 0                       | 0                       |
| D. González    | 26                         | 21                         | 4                          | 13                         | 4                          | -            | -            | -            | -            | -            | 2           | 3           | 0           | 3           | 0           | 2                       | 1                       | 0                       | 1                       | 0                       |
| J. González    | -                          | -                          | -                          | -                          | -                          | -            | -            | -            | -            | -            | -           | -           | -           | -           | -           | -                       | -                       | -                       | -                       | -                       |
| A. Jacobsen    | 11                         | 1                          | 1                          | 0                          | 0                          | 2            | 2            | 1            | 1            | 0            | 5           | 2           | 0           | 2           | 0           | -                       | -                       | -                       | -                       | -                       |
| P. Kukartsev   | 32                         | 79                         | 61                         | 14                         | 4                          | 2            | 6            | 4            | 0            | 2            | 2           | 11          | 10          | 1           | 0           | 5                       | 3                       | 1                       | 1                       | 1                       |
| F. Miseratino  | -                          | -                          | -                          | -                          | -                          | -            | -            | -            | -            | -            | -           | -           | -           | -           | -           | -                       | -                       | -                       | -                       | -                       |
| L. Ocampo      | 32                         | 142                        | 110                        | 23                         | 9                          | 2            | 9            | 7            | 0            | 2            | 5           | 12          | 10          | 2           | 0           | 0                       | 0                       | 0                       | 0                       | 0                       |
| L. Patti       | 32                         | 14                         | 12                         | 1                          | 1                          | 2            | 3            | 2            | 1            | 0            | 5           | 5           | 4           | 1           | 0           | 2                       | 0                       | 0                       | 0                       | 0                       |
| B. Saraceno    | -                          | -                          | -                          | -                          | -                          | -            | -            | -            | -            | -            | -           | -           | -           | -           | -           | -                       | -                       | -                       | -                       | -                       |
| D. Stepanenko  | -                          | -                          | -                          | -                          | -                          | -            | -            | -            | -            | -            | -           | -           | -           | -           | -           | -                       | -                       | -                       | -                       | -                       |

P = presenze; PT = punti totali; AV = attacchi vincenti; MV = muri vincenti; BV = battute vincenti

NB: Non sono disponibili i dati relativi al Campionato sudamericano per club e totali